# Bong bóng plasma xích đạo
Bong bóng plasma xích đạo là một hiện tượng xảy ra ở tầng điện ly tại khu vực gần xích đạo địa từ của Trái đất vào ban đêm. Chúng ảnh hưởng đến sóng vô tuyến bằng cách gây ra các dấu hi65u chậm trễ khác nhau. Chúng là nguyên nhân làm giảm hiệu suất của GPS.
Thời gian khác nhau trong năm và địa điểm có tần suất xuất hiện khác nhau. Ở khu vực miền Bắc nước Úc, thời gian phổ biến nhất là tháng Hai đến tháng Tư và tháng Tám đến tháng Mười, khi các bong bóng plasma được mong đợi mỗi đêm. Bong bóng plasma có kích thước khoảng 100 km. Bong bóng plasma hình thành sau khi trời tối khi mặt trời ngừng ion hóa tầng điện ly. Các ion tái hợp, tạo thành một lớp có khối lượng riêng thấp hơn. Lớp này có thể nổi lên qua các lớp bị ion hóa nhiều hơn ở trên thông qua sự đối lưu, tạo ra bong bóng plasma. Các bong bóng sắp xếp hỗn loạn với các cạnh không đều.
Bong bóng plasma xích đạo có thể đã làm ảnh hưởng đến Trận chiến Shah-i-Kot bằng cách vô hiệu hóa thông tin liên lạc từ vệ tinh liên lạc đến máy bay trực thăng.